# FanCentro
FanCentro（ファンセントロ）は、 2017年に開始されたサブスクリプションベースのWebサイトプラットフォームであり 、アダルト動画のパフォーマーやその他のインフルエンサーがプライベートアカウントへのアクセス権を販売できる。各種ソーシャルメディアサイトでは性関連コンテンツ作成者のアクセス遮断とシャドウバンが横行しているが、このサイトによってファンはパフォーマーから直接的にコンテンツを購読できるようになった 。 FanCentro、OnlyFans 、 JustForFansなどのプレミアムソーシャルネットワークの台頭は、ポルノ業界の構造に大きな変化をもたらしている。パフォーマーは自らの仕事から継続的に利益を得ることができ、労働条件をより適切に管理できる  。FanCentroは、セックスワーカーの権利を擁護するよう声を上げてきた 。
日本には類似のサービスとしてフクロトジがある。

## 歴史
FanCentroプラットフォームは、個々のアダルトパフォーマーが独自のサブスクリプションWebサイトを作成できるModelCentroツールの成功を受けて、AdultCentroのStan Fiskin とAlan Hallによって開発された 。ソーシャルメディアや外部の訪問者に依存していた以前のプラットフォームとは異なり、FanCentroは、プラットフォーム内の既存の視聴者から新たに視聴者を構築する機能をコンテンツ作成者に提供しました。

### House Of FanCentro
2019年5月、FanCentroはマイアミで1週間の無料ワークショップHouse Of FanCentroを立ち上げ、コンテンツの改善を目的として、プラットフォーム上のモデルとプロの写真家を結び付けた  。2019年の後半にロサンゼルスで、2020年にコロンビアのメデジンで別のHouse ofFanCentroイベントが開催された 。コロナウイルスの発生後、その後のイベントはキャンセルされた。

### コロナ禍での躍進
2020年のコロナ禍において主なアダルト産業が停止された後でも、この有料ソーシャルネットワークは大幅な成長を遂げた 。FanCentroは、コロナによるシャットダウンの最初の数週間で、新しいユーザー登録が65％増加したと述べた。 2020年5月までに、このサイトは190,000人を超えるパフォーマー（2019年9月の15,000人と2018年7月の6,000人から増加） を有し、過去2か月だけで19,000人が新たに登録された。
FanCentroはプラットフォーム上のインフルエンサーに対して、人々が家にいることを奨励し、COVID-19ウイルスに関する誤った情報と戦うよう奨励した。

### Centro University
2020年9月、FanCentroは、ポルノインフルエンサーへの影響力を持つオンラインビジネススクールであるCentro University（「Centro U」または「CentroU」と略す）を立ち上げた 。このプログラムは2年間におよび開発されてきたが、2020年のコロナによるアダルト産業が停止している最中に、多くの新しい人々がプラットフォームなどを使用してアダルトコンテンツを販売し始めたため、優先して開発されるようになった。マーケティングとプロモーション、映画とビデオの制作、プライバシーと検閲、健康と安全、その他の科目のオンラインクラスは、セックスワーカーによって教えられ、プラットフォームを使用するすべての人が無料で利用できる 。

## 特徴
他のプレミアムソーシャルネットワーキングプラットフォームと同様に、FanCentroを使用すると、コンテンツクリエーター（または「インフルエンサー」）がファンと直接対話し、アダルトコンテンツを直接販売することができる。
- Messaging インフルエンサーは、個人またはグループに直接メッセージやメディアを送信できる。これらの個人がインフルエンサーをフォローしているか、すでにインフルエンサーとやり取りしている場合は、無料または有料で送信できる。ファンはこの機能を使用して、インフルエンサーに直接チップを渡すことができる[30]。
- FanCentro Feed インフルエンサーは、テキスト、オーディオ、写真、およびビデオのコンテンツをソーシャルメディアフィードに投稿できる。ソーシャルメディアフィードは、無料公開または有料のいずれかを選べる。有料または閲覧が制限された投稿へのアクセスを希望するファンは、フルアクセスを購読する必要がある。コンテンツは、後日投稿するように事前スケジュールできる[31]。
- Tips ファンは、インフルエンサー個人のTipリンクを利用して、またはMessagingを介して、インフルエンサーに直接チップを渡すことができる[32]。
- Clips Clipsを使用すると、インフルエンサーは、有料購読していない可能性のあるファンに対して、自分のページでビデオクリップを販売できる[33]。
- Social Networks subscriptions インフルエンサーは、ファンが有料でアクセスできる個人のソーシャルネットワークアカウントを作ることができる。購読期間はは、月次、年次、または生涯がある[34]。
- 言語 FanCentroプラットフォームの主な言語は英語である。ただし、スペイン語、ドイツ語、ロシア語のプラットフォームとツールが利用できる[7]。

## プロモーション

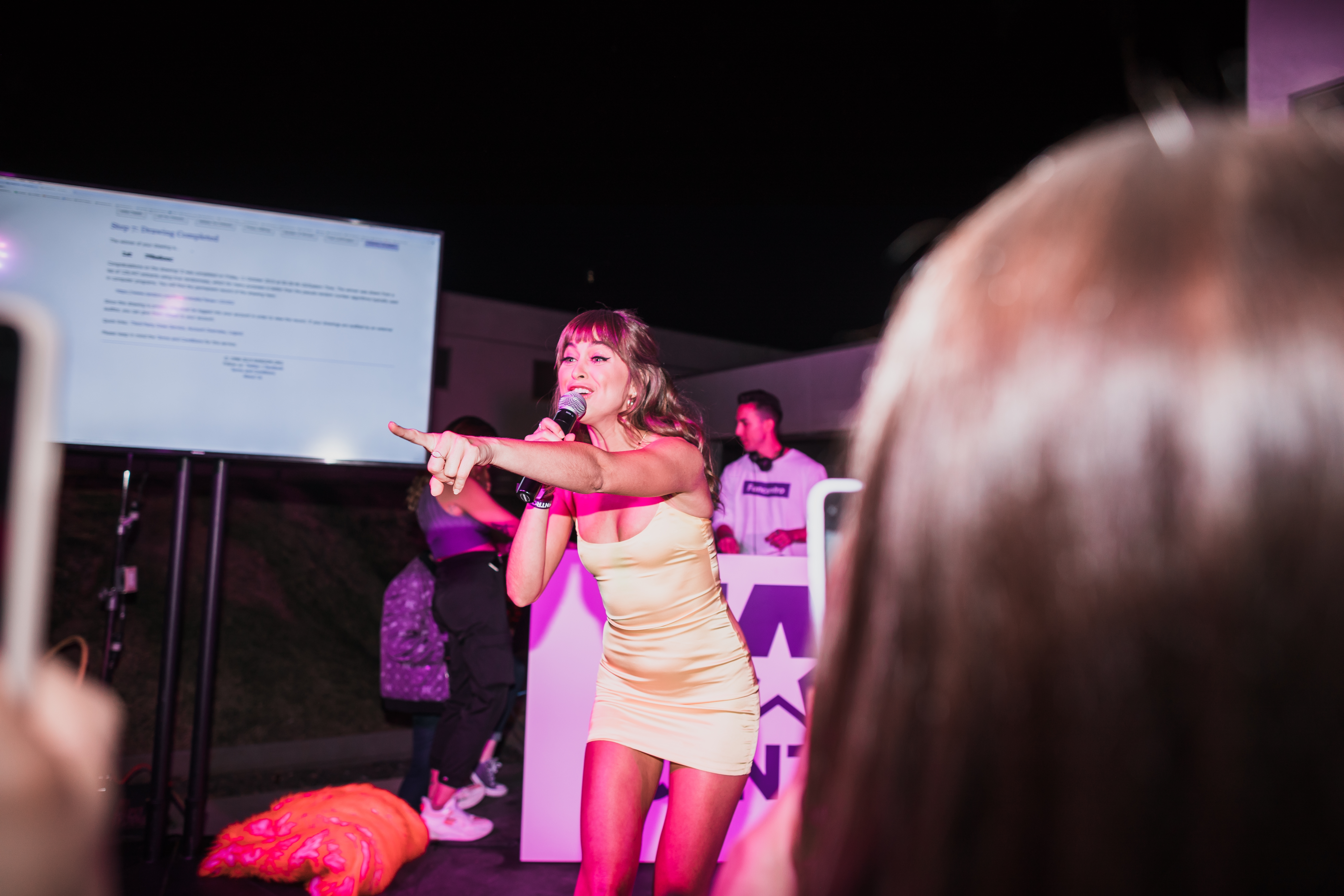
Riley Raidが勝者を発表

### ランボルギーニプレゼント
2019年6月、FanCentroは、ミコノスからイビサまでのガムボール3000チャリティーレースでランボルギーニURUSを後援した。ランボルギーニは、マイアミのブラックテーププロジェクトとのコラボレーションの一環として、FanCentroブランドのスタイルと色に一致する色付きのダクトテープで覆われていた 。
FanCentroは同時に、ランボルギーニURUSのプラットフォーム上のモデルへのプロモーションプレゼントを発表した。プラットフォーム上のモデルが獲得した69ドルごとに、1枚のラッフルチケットが発生した。 10月12日、FanCentroは、ロサンゼルスでポルノスターのRiley Reidが主催するラッフルを実施しました。ポルノスターのLela Starがランボルギーニを得た。